# Río Genil
Río Genil är en biflod till Río Guadalquivir och ligger i södra delen av Spanien. Det ligger i den södra delen av landet. Den har sin källa i Sierra Nevada. Bland längre egna biflöden finns Río Cubillas, Río Anzur och Río Cabra.